# ياكوبوس يوهانس فوشيه
ياكوبوس يوهانس فوشيه (بالأفريقانية: Jacobus Johannes Fouché) (و. 1898 – 1980 م) هو سياسي من جنوب أفريقيا .
تولى منصب رئيس الدولة في جنوب أفريقيا .وهو عضو في الحزب الوطني .

## روابط خارجية
- ياكوبوس يوهانس فوشيه على موقع الموسوعة البريطانية (الإنجليزية)
- ياكوبوس يوهانس فوشيه على موقع مونزينجر (الألمانية)